# Lars Erstrand
Lars Erstrand, (Uppsala, 27 september 1936 - 11 maart 2009) was een Zweeds vibrafonist. Erstrand was in zijn werk sterk beïnvloed door Lionel Hampton. In de jaren 1960 leerde  Erstrand de klarinettist Ove Lind kennen. Meer dan 40 jaar zouden zij samenwerken.
Erstrand speelde samen met Benny Goodman in Parijs en in New York. In 1991 bracht hij samen met Lionel Hampton een album uit. Verder speelde hij met Alice Babs, Svend Asmussen, Arne Domnérus, Bob Wilbur, Scott Hamilton, de Swedish Swing Society en Antti Sarpila. Tot aan zijn dood bleef hij actief met zijn kwartet, de "Lars Erstrand Four".

## Discografie  (selectie)
Als leader
- Two Sides of Lars Erstrand (Opus3 Records, 1983)
- Beautiful Friendship First & Second Set (Sittel, 1992)
- The Lars Erstrand Sessions (Opus3 Records, 1996)
- International All Stars - Live at Uttersberg '98 (Sittel, 1998)

Als sideman
- Arne Domnerus: Sugar Fingers (Phonastic, 1993)
- The International All Stars Play Benny Goodman (Nagel-Heyer, 1995)
- Georg Riedel: Kirbitz (Phonastic, 1980/81)
- Jesper Thilo: Flying Home (Music Mekka, 1999)
- Bob Wilber: Everywhere You Go There's Jazz (Arbors, 1998)
- Jesper Thilo

- Gemeinsame Normdatei: 134575822
- International Standard Name Identifier: 0000 0001 2282 3241
- Library of Congress Control Number: n79038886
- MusicBrainz: 8aa0d167-1e72-4ab9-9ff1-e26f92f37a11
- Nationale Bibliotheek van Israël: 987007315250105171
- LIBRIS: 214291
- Virtual International Authority File: 79679129
- WorldCat: E39PBJwCTBVWW7TC9T4Yhp4jG3